# Luciano Sušanj
Luciano Sušanj, hrvaški atlet, športni delavec in politik, * 10. november 1948, Reka, Federativna ljudska republika Jugoslavija, † 14. april 2024, Reka, Hrvaška.
Sušanj je na mednarodnih tekmovanjih nastopal na srednjih razdaljah, najuspešneje v teku na 400 m in teku na 800 m. Vrhunec njegove kariere pomeni zmaga na Evropskem prvenstvu 1974 v teku na 800 m.
Na začetku 90. let se je preusmeril v politiko. Mesto v hrvaškem državnem zboru Saboru si je uspel zagotoviti na dveh volitvah, v letih 1990 in 2000. Leta 2000 je tudi postal predsednik Hrvaške atletske zveze in podpredsednik Hrvaškega olimpijskega komiteja.

## Atletska kariera
Sušanj je svojo atletsko pot pričel v mladinskih vrstah atletskega kluba AK Kvarner v rodni Reki. V letih 1966 in 1967 je zelu uspešno nastopal na državnem (jugoslovanskem) mladinskem tekmovanju, na katerem je v obeh letih skupno osvojil pet medalj. Slednje je sicer osvajal v različnih disciplinah: teku na 100 m, teku na 400 m, štafeti 4x100 m in teku na 400 m z ovirami. Leta 1969 je prvič postal jugoslovanski članski prvak, in sicer v teku na 400 m. Kmalu zatem je v isti disciplini zmagal še na Balkanskih igrah.
V začetku 70. let je svojo dotedanjo paradno disciplino vse bolj opuščal in se preusmerjal v tek na 800 m. Na 800 metrih mu je preboj uspel leta 1973, ko je slavil na Jugoslovanskem državnem prvenstvu in Balkanskih igrah in s tem ponovil uspehe iz sezone 1969. Leta 1973 se je Sušanj udeležil še Evropskega dvoranskega prvenstva in zmagal - na 400 m.
Njegova najznamenitejša tekma kariere je bil nedvomno finale na 800 m na Evropskem prvenstvu 1974 v Rimu. Sredi italijanske prestolnice je Sušanj tedaj v zaključnih 200 metrih uporabil svojo hitrost in s šprintom ugnal vso konkurenco za več kot sekundo in pol ter pobral zlato kolajno. Pri tem je porazil tako ljubljenca občinstva in aktualnega svetovnega rekorderja, Italijana Marcella Fiasconara, kot tudi zelo obetavnega mladeniča, 19-letnega Angleža Steva Ovetta.
Po tej presenetljivi zmagi je Sušanj izginil z atletskega prizorišča. Do tedaj se je že poročil in povil dva otroka. Sčasoma je pričel tudi spoznavati, da se ne bo uspel pripraviti na Poletne olimpijske igre 1976 in delati istočasno. Med atletiko in družinskim življenjem se je odločil za slednjega. Na Poletnih olimpijskih igrah 1976 v kanadskem Montrealu je sicer vseeno nastopil in v finalu teka na 800 m zasedel šesto mesto s časom 1:45.75. Na igrah ni nastopil v optimalni formi, ker ga je, kot je sam dejal, zdelalo služenje vojaščine prav tistega leta. Približno mesec po koncu iger je dokončno zaključil športno pot in se pričel ukvarjati z diplomsko nalogo iz športne vzgoje.
Sušanjev evropski naslov na 800 m je vse do Svetovnega prvenstva 2007 in zlate kolajne skakalke v višino Blanke Vlašić veljal za največji dosežek v zgodovini hrvaške atletike. Njegov osebni rekord na 800 m, 1:44.07, je še danes hrvaški državni rekord.
Leta 2002 je Sušanja Hrvaška atletska zveza počastila s tem, da ga je imenovala za najboljšega hrvaškega atleta vseh časov.

### Osebni rekordi
| Disciplina        | Dosežek | Prizorišče             | Datum          | Vir    |
| ----------------- | ------- | ---------------------- | -------------- | ------ |
| 400 m             | 45.93   | Celje, Slovenija       | 4. avgust 1973 | [ 15 ] |
| 400 m (v dvorani) | 46.38   | Rotterdam, Nizozemska  | 11. marec 1973 | [ 16 ] |
| 800 m             | 1:44.07 | Rim, Italija           | 4. julij 1974  | [ 13 ] |
| 1000 m            | 2:19.09 | Nova Gorica, Slovenija | 12. junij 1976 | [ 17 ] |

## Politična kariera
Sušanj je do leta 1990, ko je vstopil v politiko, deloval kot športni delavec v domači Reki. Na prvih demokratičnih volitvah na Hrvaškem si je leta 1990 zagotovil mesto v hrvaškem parlamentu Saboru. Svoj prvi poslanski mandat je opravljal do leta 1992. V 90. letih se je politično udejanjal še kot podžupan Reke in kot predsednik lokalne stranke Zveza za Primorje-Gorski Kotar.
Leta 2000 je bil Sušanj ponovno izvoljen za poslanca, istega leta je postal še predsednik Hrvaške atletske zveze in podpredsednik Hrvaškega olimpijskega komiteja. Leta 2002 se je potegoval za predsednika Hrvaškega olimpijskega komiteja, a ga je na glasovanju premagal Zlatko Mateša. Naslednje leto, leta 2003, je zaradi sporov z novim predsednikom stranke zapustil Zvezo za Primorje-Gorski Kotar in se kot eden od ustanovnih članov pridružil novoustanovljeni Avtonomni regionalni stranki.